# 한국로봇융합연구원

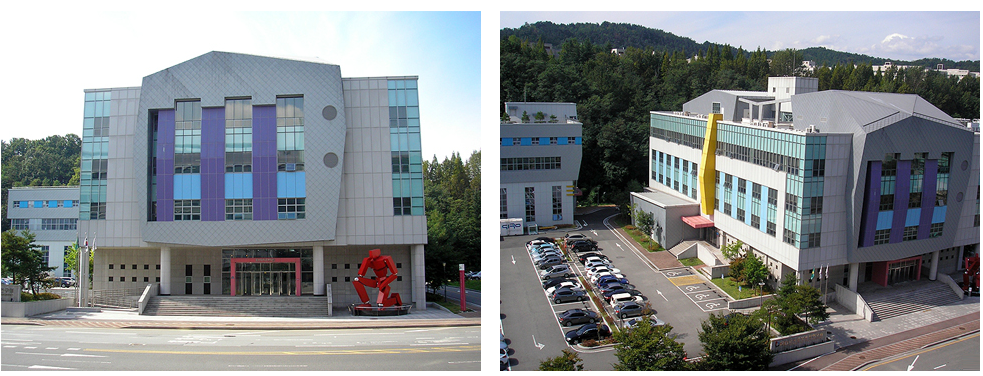
한국로봇융합연구원 전경(본원)

한국로봇융합연구원 (Korea Institute of Robotics and Technology Convergence ; KIRO)은 산업기술혁신촉진법 제42조에 의거 설립된 전문생산기술연구소로서 산 · 학 · 연 · 관의 유기적인 협조 체제를 구축하여 로봇융합산업에 관한 연구개발을 촉진하고 연구인력 양성 및 기술력 향상에 이바지하여 국가경제 발전에 기여함을 목적으로 한다. 경상북도 포항시 남구 지곡로 39 (효자동 산31) 포항공과대학교 내에 위치하고 있다.

## 근거법
- 산업기술혁신 촉진법[1]

## 주요 기능
- 연구개발
  - 특화된 로봇기술 개발을 통한 국내 지능로봇 연구개발 선도
  - 수중/의료/작업지원/문화 등 지역특성에 맞는 특화 연구개발
- 산업화 지원
  - 응용기술 확보를 통한 벤처기업 육성 및 기업지원 활성화
  - 산업체와 연계 가능한 새로운 고부가가치 상품개발 촉진
- 인력양성
  - 국제적인 감각을 갖춘 차세대 연구개발 전문인력 양성
  - 중소기업 연구인력 재교육 및 산업체 기능인력 양성
- 과학문화
  - 지능로봇 대중화 및 과학기술 마인드 향상
  - 로봇 체험전시관 운영을 통한 전시와 교육기능 병행

## 연혁
- 2005년 5월      재단법인 포항지능로봇연구소 설립 허가 (산업자원부)
- 2005년 10월      포항공과대학교-연구소 간 "사업포괄양도양수협약"
- 2007년 11월      연구소 개소식 및 ‘로봇시티 포항’선포식
- 2008년 1월      로보라이프뮤지엄 개관
- 2012년 3월      전문생산기술연구소 설립 전환으로 한국로봇융합연구원으로 개편
- 2013년 5월      구미 의료서비스로봇 연구센터 개소
- 2013년 10월      수중건설로봇 개발 및 인프라 구축사업 착수
- 2014년 3월      연구원 기술출자 기업 ㈜에나로봇 설립
- 2015년 10월      K-ICT 3D프린팅 경북센터 개소
- 2016년 7월      안전로봇사업단 개소
- 2017년 12월      한국로봇융합연구원 경북분원 개소
- 2018년  7월       미래핵심 신성장동력(로봇)산업육성과 환동해 발전전략 포럼
- 2019년 10월      안전로봇실증센터 개소
- 2020년 10월      KIRO 농업로봇실증센터 개소

## 소속기관
- 안전로봇실증센터
- 농업로봇실증센터
- 로봇직업혁신센터
- 로봇기술정책센터
- URI-Lab서울
- URI-Lab부산
- 로보라이프뮤지엄

## 홍보영상
비디오 - 유튜브

## 같이 보기
- 산업통상자원부
- 한국로봇산업진흥원
- 한국로봇산업협회
- 제어로봇시스템학회